# Simulium faheyi
Simulium faheyi är en tvåvingeart som beskrevs av Taylor 1927. Simulium faheyi ingår i släktet Simulium och familjen knott. Inga underarter finns listade i Catalogue of Life.